# 3917 Франц Шуберт
3917 Франц Шуберт (3917 Franz Schubert) — астероїд головного поясу, відкритий 15 лютого 1961 року.
Тіссеранів параметр щодо Юпітера — 3,552.